# Maria de Betânia
Maria de Betânia ou Maria, irmã de Marta é uma personagem do Novo Testamento da Bíblia e que aparece no episódio da vida de Jesus conhecido como Jesus na casa de Marta e Maria, relatado em Lucas 10:38–42. Segundo a narrativa bíblica, ela era irmã de Marta e Lázaro.

## Relato bíblico

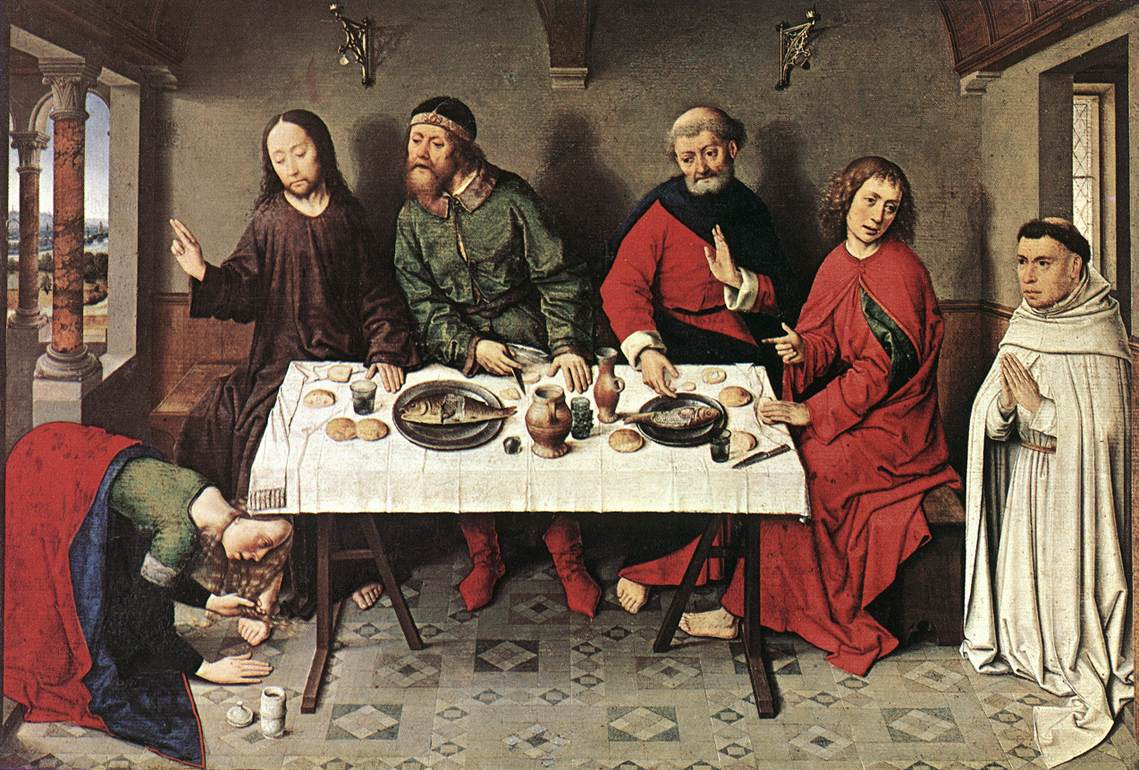
Maria perfuma os pés de Jesus na casa de Simão (1440) por Dirck Bouts, Museus Estatais de Berlim

No trecho, Marta era a dona da casa em Betânia. A sua irmã, Maria, tendo segundo parece, a sua parte nas hospitaleiras preparações, ficava sentada aos pés do Jesus Cristo a ouvir-lhe os ensinamentos deixando Marta sobrecarregada com o trabalho. Marta queixa-se, então, e Jesus lhe responde ternamente. É o quarto evangelho que nos diz viverem estas mulheres em Betânia, relacionando Lázaro com elas, e nos mostra que esses três membros da casa eram estimados amigos de Jesus. As partes desempenhadas por Marta e Maria, no facto da morte e ressurreição de Lázaro (João 11:1–46), estão em notável concordância com o que delas afirma Lucas no capítulo 10.
Maria de Betânia, irmã de Marta, que ungiu com óleo os pés de Jesus 6 dias antes da Páscoa de 33 d.C. (João 12:3).
Durante a morte de Jesus, Maria de Betânia esteve aos pés da cruz, juntamente com outras mulheres, entre as quais Maria Madalena, Maria, mãe de Jesus, Salomé, Maria, mulher de Clopas e o apóstolo João (João 19:25).

## Identificação com Maria Madalena

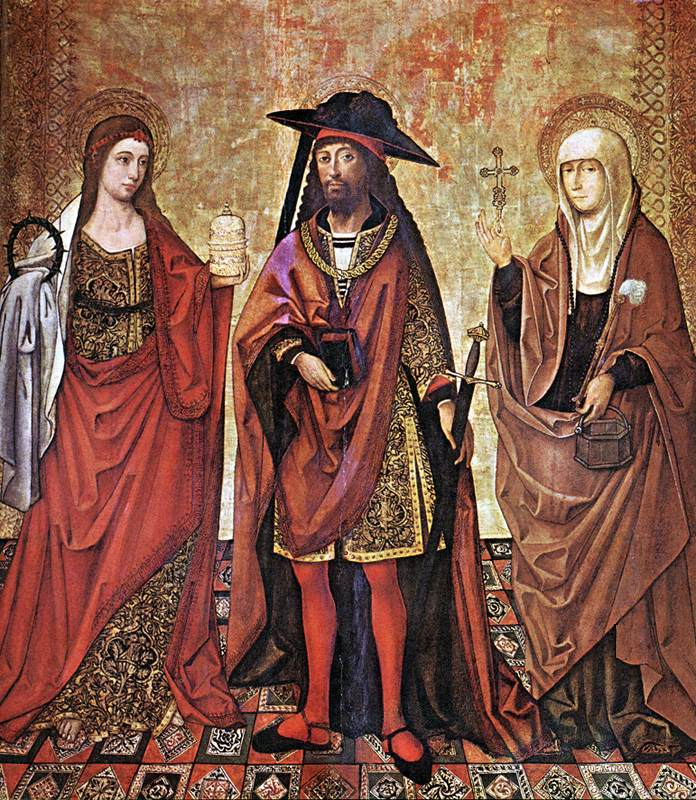
Os irmãos de Betânia: Marta, Maria e Lázaro

Maria de Betânia foi, por vezes, confundida com Maria Madalena na tradição católica medieval. No entanto, é considera como uma santa à parte pela Igreja Católica, sendo celebrada no dia 29 de julho ao lado de seus irmãos, Lázaro e Marta. A declaração oficial acerca da instituição da memória de Santa Maria de Betânia foi dada pela Congregação para o Culto Divino e Disciplina dos Sacramentos em 26 de janeiro de 2021, com a autorização do Papa Francisco.

## Tradições posteriores

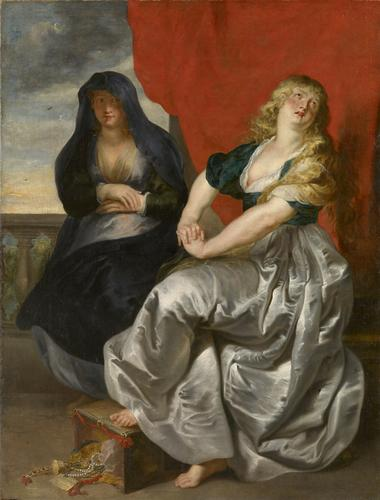
Maria de Betânia e sua irmã Marta (1620) por Rubens, atualmente na Gemäldegalerie do Kunsthistorisches Museum, em Viena

Na ortodoxia, Maria de Betânia é venerada entre os mirróforos. Tradições antigas apontam que ela e demais discípulos estiveram presentes na crucificação de Jesus e foram testemunhas de sua ressurreição, enquanto se dirigiam ao túmulo para ungir o seu corpo.
Na tradição cristã oriental, Lázaro, seu irmão, teria sido expulso de Jerusalém durante a perseguição aos cristãos, iniciada com o martírio de Santo Estêvão. Juntos, os três irmãos teriam encontrado refúgio em Lárnaca, no Chipre. Ali, Lázaro serviu como o primeiro bispo da região, enquanto Maria e Marta o teriam auxiliado em suas pregações.
Na tradição cristã ocidental, Maria de Betânia teria sido perseguida na Terra Santa por professar a fé cristã, sendo expulsa junto de seus irmãos e outros discípulos de Jesus. Eles teriam chegado na atual França, onde se dispersaram para evangelizar.